# Puerto Ayacucho
Puerto Ayacucho je glavni grad venezuelanske savezne države Amazonas od 53 000 stanovnika.

## Zemljopisne karakteristike
Puerto Ayacucho se nalazi na jugu Venezuele na desnoj obali Orinoca, koji na tom dijelu formira granicu s Kolumbijom (s druge stane Orinoca nalazi se kolumbijsko selo 
Casuarito).
Južno od grada, oko 200 km nalazi se najpoznatija bifurkacija na svijetu - Casiquiare koja spaja dva velika porječja Orinoco i Amazonu.

## Povijest
Puerto Ayacucho je izgrađen krajem 19. st. kao luka na Orinocu, da se olakša transport kaučuka i tropskog drva balata iz Gornjeg Orinoca. To je bilo posljednje mjesto do kog su mogli doploviti brodovi, jer se nedaleko od mjesta nalazi nepremostiva barijera - Slapovi Atures. Grad je formalno osnovan 1924. godine a od 1928. godine postao je administrativni centar tadašnjeg Federalnog teritorija Amazonas (Territorio Federal Amazonas).
Do Puerta Ayacucha nije vodila nikakva cesta sve do 1970-ih kad je izgrađen put do grada Caicara del Orinoco u Državi Bolivar, ali i on je upotrebljiv jedino za sušne sezone. Nakon toga izgrađena je i cesta prema jugozapadu, duga 55 milja (90 km) do luke Samariapo, da se zaobiđu brzaci Atures.

## Gospodarstvo i prijevoz
Današnji Puerto Ayacucho je trgovački i administrativni centar rijetko naseljenog kraja u kom se i danas najviše zarađuje na kaučuku i prodaji drva balata. U posljednje vrijeme razvija se i turizam.
Grad je i jedna od većih luka na Orinocu, ima i zračna luka Cacique Aramare (IATA: PYH, ICAO: SVPA).

## Vanjske poveznice
- Puerto Ayacucho na portalu Encyclopædia Britannica (engl.)